# 61-ша окрема механізована бригада (Україна)
61-ша окрема механізована Степова бригада (61 ОМБр) — з'єднання Збройних сил України. Перебуває у складі 11 армійського корпусу.
2015 року, після початку російської агресії, була створена 61-ша окрема мотопіхотна бригада як кадрована частина у складі Корпусу резерву.

## Історія

### Передумови
У лютому 2014 року почалася російська збройна агресія проти України: Росія вторглася до Криму та анексувала його. Вже у квітні розпочалися бойові дії війни на сході, після захоплення Слов'янська Донецької області російськими диверсійними загонами під командуванням Ігоря Гіркіна. Влітку українські війська вели бої на російсько-українському кордоні, під Донецьком, Луганськом, та на Приазов'ї, ізолюючи угруповання бойовиків від постачання з Росії та розсікаючи утримувані ними території. Після втручання регулярної російської армії, українські сили зазнали низку поразок і були змушені відійти від Луганська, Іловайська та Новоазовська.

### Створення
10 листопада 2015 року у складі Корпусу резерву була створена 61-ша окрема мотопіхотна бригада.
Наприкінці травня 2017 року бригада брала участь у військових навчаннях у Чернігівській області на Гончарівському полігоні. Фінальним етапом підготовки стали масштабні маневри з залученням артилерії та авіації. Більшість її військовослужбовців вже воювали на сході країни.
У червні 2017 року відбулися навчання бригади на загальновійськовому полігоні на Дніпропетровщині. Новизною для бригади було подолання водної перешкоди. Командувач військ оперативного командування «Північ» генерал-майор В'ячеслав Назаркін відзначив високий рівень підготовки та злагодженості військовослужбовців.

### Інцидент із Фейсбук-сторінкою 61 ОПЄБр
13 листопада 2021 року, під час загострення кризової ситуації із близькосхідними мігрантами, яких білоруська влада змушувала прорвати кордон Польщі, Фейсбук-сторінка «61 окрема піхотна єгерська бригада» оприлюднила звернення до ЗМІ, у якому поінформувала, що всі спроби осіб, «які можуть маскуватися під мігрантів, не потраплять на територію України. Вони просто будуть знищені нашими підрозділами». Вже наступного дня, 14 листопада 2021 року, після того, як російські пропагандистські ЗМІ почали розганяти хвилю кровожерливості українських військових, пресслужба бригади роз'яснила, що мова йшла не про знищення мирних громадян чи мігрантів, а саме про «диверсійно розвідувальні групи противника», для боротьби з якими і створена бригада. Цього ж дня, 14 листопада, Центр стратегічних комунікацій та інформаційної безпеки (орган при Міністерстві культури та інформаційної політики України), повідомив, що у Збройних силах України відсутня 61-ша єгерська піхота бригада, а Фейсбук-сторінка «61 опєбр», з якої все почалося, не має відношення до ЗСУ. Центр стверджував, що існує лише 61-ша окрема піхотна бригада Корпусу резерву, і та не робила жодних заяв щодо мігрантів. Сайт військової тематики Ukrainian Military Pages також зазначив, що за їх даними, у складі Корпусу резерву Сухопутних військ Збройних сил України дійсно є 60-та та 61-ша окремі піхотні бригади, а також кілька механізованих, артилерійських і танкових бригад, що є кадрованими військовими частинами, тобто такими, що утримуються з мінімальною кількістю особового складу. Всі ж повідомлення про створення єгерської бригади у 2019 році спиралися тільки на повідомлення фейсбук-сторінки «61 опєбр».
У 2019 році низка ЗМІ, посилаючись на цю ж сторінку у Facebook, повідомяли про перетворення бригади на 61-шу окрему піхотну єгерську бригаду і введення її з Корпусу резерву до бойового складу Сухопутних війську ЗСУ для ведення бойових дій у лісовій та болотистій місцевості,[ангажоване джерело][ангажоване джерело][ангажоване джерело] наводили інтерв'ю із командиром частини полковником Бевою,[ангажоване джерело] повідомляли про прийняття на її озброєння гаубиць 2С1 «Гвоздика».[ангажоване джерело]

### Російське повномасштабне вторгнення
24 серпня 2022 року 61-й окремій піхотній бригаді було присвоєне почесне найменування «Степова».
У 2022 році вела бої у Херсонській області, на Новокаховському напрямку.
9 серпня 2024 року деякі українські джерела писали про те, що 99-й механізований батальйон бригади контролював російське місто Суджа.
В січні 2025 бригада продовжувала участь в Курській операції і вела бойові дії на південь від Суджі. Носила назву механізованої.

## Структура
- 99 механізований батальйон[18]
- 1-й стрілецький батальйон (БРМ-1К)[20]
- 2-й стрілецький батальйон (БРМ-1К)[21]
- 3-й стрілецький батальйон (БРМ-1К)[22]
- Танковий батальйон[23]
- Артилерійський дивізіон (на оснащені 2С1 «Гвоздика», БМ-21 «Град» і RM-70)[24]
- протитанковий артилерійський дивізіон (МТ-12)[25]
- інженерний батальйон[26]
- ремонтний батальйон[27]
- логістичний батальйон[28]
- розвідувальна рота[29]
- снайперська рота[30]
- радіолокаційна рота[31]
- медична рота[32]
- бригадний оркестр[33]

## Оснащення
- Бронетехніка: БРМ-1К
- Артилерія: 2С1 «Гвоздика», МТ-12, БМ-21 «Град» і RM-70

## Командування
- на 2023: полковник Москаленко Сергій Миколайович[16]

## Традиції
Указом Президента України № 606/2022 від 24 серпня 2022 року бригаді присвоєно почесне найменування «Степова».
У грудні 2022 року президент України вручив бригаді бойове знамено з почесним найменуванням.

### Символіка
На нарукавному знаку бригади в зеленому щиті зображено срібну степову гадюку з червоним язиком. Над емблемою розташовано зелену стрічку з гаслом «NOLI ME CALCARE», тобто — «НЕ НАСТУПАЙ НА МЕНЕ».

## Побут
У квітні 2017 року до 61-ї окремої мотопіхотної бригади передали два спеціалізовані медичні автомобілі від Сумської державної адміністрації.

### Відео
- Бойове злагодження мотопіхотної бригади // Військове телебачення України, 25 травня 2017
- На Черниговщине военные атаковали и защищались // Cheline TV, 25 травня 2017